# 假兩難推理
假兩難（推理、論證）（英語：false dilemma），又稱非黑即白（black-or-white）、偽（假）二分法、偽二擇（選）一法、偽兩面法、雙刀法、二極管思維等，是提出少數選項（一般是兩個，但有可能是三個或更多）要人從中擇一，但這些選擇並未涵蓋所有的可能性的非形式謬誤。與假兩難推理相對的謬誤有假定一切都有中間解，或者某種中間解是最佳解的訴諸中庸，以及認為對立議題彼此不對立的否認對立等等，像「你要不就是跟我們一伙的，要不就是與我等為敵的」（You're either with us, or against us）這類的講法，或諸如將理性與情感、內向與社交、天然呆與腹黑、左派與右派等看似對立的事物視為彼此衝突的屬性的作法，在某些情況下，會犯下此種謬誤。

## 解說
現實生活中很多事情都有中間地帶，或者對立的兩端實際上有並存的可能，而很多時候中間解也是更好的解，因此要人在少數選項中選一個的做法往往涉及假兩難。像是把天然呆跟腹黑看作相衝突的屬性，就是一種假兩難，因為事實上兩種屬性可以並存，現實中也不乏城府深沉、工於心計的人真心做出傻事或表現出不諳世事、容易受騙的一面的例子，像中非的暴君博卡薩一世在被趕下台後，因為誤信自己受人民歡迎之故而返回中非，並因此被逮捕。
非黑即白是基於對排中律的誤用。排中律只適合衡量非此即彼的二元觀念，用於其他範疇未必恰當。要破解此類謬誤，可證明除了論證中提出的選項外，還有其他可能，像例如證明說在現實上，一個人就算平時看起來很傻很天真、作風正派、而且在黑暗三角人格上的得分非常低，也不代表他完全不會為了私利或復仇而主動算計、陷害和欺騙他人，因此不能簡單地說一個人善良或邪惡，也不能因為一個人看似天然、單純而假定他不會耍心機，也不能反過來因為一個人城府深、心機重而假定他老於世故、行為都是經過算計，因此不可能表現得天然或者不諳世事；或者證明說人或政黨的政治觀點常常在某些領域比較偏向左派、在另一些領域比較偏向右派，以及一些議題在純粹的左派和右派觀點間，有處在中間的見解，因此通常不能簡單地將一個人或政黨的政治立場劃為左派或右派；或者證明說在現實上一個人可以表現得理性但又具有充分的情感，或理性與感性在實際上彼此相輔相成；或者內向者也有可能喜歡跟人交流等等。
跟其他的謬誤一樣，有時假兩難是被刻意提出以迫使他人做出選擇的；但其他時候它是因不小心忽略其他可能性而成，而非蓄意造成的，不能因為一個論述犯了假兩難，就假定提出者必然是蓄意欺騙或者心懷不軌。
雖然很多看似兩難、非此即彼的推理在實質上都是假兩難，但另一方面，不是所有的兩難推理都是假兩難推理，一些推理本質上就是非此即彼、沒有中間地帶的；同時也有一些論述在理論上有中間地帶，但在現實上並無這樣的中間地帶，或者中間解其實不是最佳解。假定一切都有中間解，或者某種中間解是最佳解，可能會犯下訴諸中庸的謬誤；認為對立議題彼此不對立，可能會犯下否認對立的謬誤。

## 範例

### 摩頓叉
讓人在兩個一樣令人不快的選項間做出選擇的摩頓叉常是假兩難的，語源自對英國貴族課稅的討論：
「（要不貴族看起來有錢，要不就看起來很窮）若本國的貴族看起來很富有，則在這種狀況下，它們當然可被課稅；若他們看起來很窮，就表示它們過著吝嗇的生活且有大量的、可被課稅的存款。」
這是一個假兩難和第22条军规，因為它不允許一些貴族在事實上缺乏流動性資產的可能性。

### 假選擇
「假選擇」的存在常代表著消滅一個議題中間立場的蓄意嘗試。像是一個人與人衝突後，要第三方人士選邊站，要不支持自己，要不支持另一方，而忽略掉多數人希望保持中立或者要兩方和解的事實，就是一種假選擇；另一個例子是，雖然對素食主義者來說，吃素有相當多的好處，但對吃肉的大多數人而言，「減少吃肉」是在「吃素」與「維持既有飲食習慣」之間存在另一個可能的選項，若僅因為認為吃素有好處而勸人改吃素，則忽略了多數人不認為應該放棄肉食的事實。

### 非黑即白
在心理學上，與假兩難相關的現象被稱作「非黑即白」（black-and-white thinking）。許多人慣常地使用非黑即白的思考模式，其中一個例子便是某個將其他人給貼上「全好」或「全壞」的標籤的人。
例子：甲認為他的朋友都是好人，有一天甲聽到一向跟他很要好的乙對他講了些稍微過分的話，甲非常地生氣，就對乙說道：「沒想到你竟然是這種人，我真是錯看你了，從今天起，我不想再看到你這個無恥王八蛋！你給我滾！」從此斷絕和乙的來往，而乙對甲的道歉或修補關係的努力都沒有用。

### 一處錯，全盤錯（Falsus in uno, falsus in omnibus）
拉丁語有諺語曰：「Falsus in uno, falsus in omnibus」，它大略可翻譯成「一個地方有錯，則全部的地方都錯。」，或曰「一處錯，全盤錯」。它是產生於羅馬法庭的原則，它意味著若證人在其證詞中有一處有誤，則他其他的陳述亦會被視為是有誤的，直到那些其他的陳述被證實為止。
「一處錯，全盤錯」以「某人被發現其關於其中一處說法有誤時，就假定該人其他的一些說法亦全部是有誤的。」的形式呈現時是有誤的。「一個起始的錯誤陳述是製造出更多錯誤陳述的先兆」的說法是不對的，不過另一方面，即使一個錯誤的前提都可能足以推翻一個論據。
作為謬誤的「一處錯，全盤錯」，和「『一處錯，全盤錯』的做法在法律上是否明智」這兩點，是相互獨立的。

## 不是謬誤的狀況
如果有充分的理由證明一件事情就是非此即彼、沒有別的可能性，那就沒有犯下假兩難謬誤。
一個不是謬誤的例子是「假設一個電車駕駛，他面對兩個軌道，只能決定走其中之一；有五個人在其中一條軌道上工作，在另一條軌道上只有一個；電車進入的軌道上，如果有任何人，都會註定被殺。」
在非此即彼、沒有別的可能性的狀況下，嘗試找出中間選項或第三條路，可能會犯下否認對立或訴諸中庸之類的謬誤。

## 腳註與參照
1. ↑  . The New York Times. The New York Times Company. 1986-10-24  [2022-03-08]. （原始内容存档于2022-03-07）.
2. ↑  原句：Either the nobles of this country appear wealthy, in which case they can be taxed for good; or they appear poor, in which case they are living frugally and must have immense savings, which can be taxed for good.
3. ↑  Evans, Ivor H. (1989). Brewer's Dictionary of Phrase & Fable, 14th edition, Harper & Row. ISBN 0-06-016200-7.
4. ↑  AJ Giannini. Use of fiction in therapy. Psychiatric Times. 18(7):56-57,2001.
5. ↑  Lynch, Jack (2008). Deception and detection in eighteenth-century Britain. Ashgate Publishing, Ltd. p. 73.

## 外部連結
- （英文）The Fallacy Files: Black-or-White Fallacy（页面存档备份，存于）